# Graciela Giannettasio
Graciela María Giannettasio (Remedios de Escalada, 20 de octubre de 1950-5 de abril de 2022) fue una abogada y política argentina que fue dos veces diputada de la Nación por la provincia de Buenos Aires. Fue, además, vicegobernadora de Buenos Aires durante el mandato de Felipe Solá de 2003 a 2007.

## Carrera
Recibida de maestra de Escuela Normal en 1967, ingresó luego a la Universidad de Buenos Aires donde cinco años más tarde obtuvo el título de abogada, dedicándose al derecho administrativo. Fue una persona muy cercana al matrimonio Duhalde y en el cargo de directora general de Escuelas fue la impulsora de la reforma educativa que transformó a la primaria en EGB (Educación General Básica) y al secundario en Polimodal. Fue ministra de Ciencia y Educación de la Nación hasta que Eduardo Duhalde renuncia al cargo de presidente.

## Cargos públicos
- 1974-1976: Directora de Asuntos Legales. Municipalidad de Lomas de Zamora, provincia de Buenos Aires.

- 1983-1984: Subsecretaria de Gobierno de la Municipalidad de Florencio Varela, provincia de Buenos Aires.

- 1984-1986: Secretaria de Gobierno de la Municipalidad de Florencio Varela, provincia de Buenos Aires.

- 1987-1991: Senadora Provincial. Provincia de Buenos Aires.

- 1991-1992: Senadora Provincial reelecta por cuatro años, renunció a la banca en razón de haber sido propuesta directora general de Cultura y Educación de la Provincia de Buenos Aires.[3]

- 1992-1999: Directora general de Cultura y Educación de la provincia de Buenos Aires. Rango Ministro. Presidenta del Consejo General de Educación. (Órgano de la Constitución que requiere acuerdo del Senado, prestado en abril de 1992 y renovado en mayo de 1996), que conserva estabilidad en el cargo por cuatro años y que informa anualmente a la cámara de Diputados.

- 1999-2002: Diputada Nacional.

- 2002-2003: Ministra de Educación, Ciencia y Tecnología de la Nación. En esta condición presidió la Comisión Nacional de Cooperación con la Organización de las Naciones Unidas para la Educación, la Ciencia y la Cultura —Unesco—, e integró la Comisión Nacional de Patrimonio Cultural de ese organismo. (Fue durante el período del senador en ejercicio de la Presidencia, Eduardo Duhalde).

- 2003-2007: Vicegobernadora de la Provincia de Buenos Aires. (Acompañó al gobernador Felipe Solá). Además asumió de forma interina el Ministerio de Seguridad bonaerense.[4]

- 2007-2011: Diputada Nacional.[5]

## Otros cargos
- Vicepresidenta de la Fundación Padre Miguel Hrymacz de Florencio Varela.[6]